# إيلا إم إس ماربل
كانت إيلا إم إس ماربل (سميث عند الولادة وماربل بعد زواجها الأول وتاندبيرج بعد زواجها الثاني؛ 10 أغسطس 1850-1929) طبيبة أمريكية عملت صحفية ومعلمة وناشطة في وقت مبكر من حياتها المهنية. اهتمت كثيرًا منذ طفولتها بأي حركة مدروسة لتعزيز مصالح المرأة. بسبب اهتمامها بالعمل الأدبي والخيري، شغلت ماربل منصب رئيس نوادي المرأة في اتحاد مقاطعة كولومبيا، والتي يبلغ عددها عشر جمعيات وتضم 2500 عضو («برو ري نوتو»، «جمعية الصحافة الوطنية النسائية»، «فيلق إغاثة المرأة»، «نادي القرن العشرين للكنيسة التوحيدية»، «المركز المدني»، «المجلس المساعد للسيدات في مستشفى الطوارئ»، «نادي السفر»، «أبناء وبنات مين»، «جمعية حق المرأة في التصويت»)؛ وشغلت أيضًا منصب رئيس منطقة اتحادية ونائب رئيس الرابطة الوطنية للصحافة النسائية لولاية مين ورئيس جمعية حق التصويت بولاية مينيسوتا ورئيس جمعية حق التصويت في مدينة مينيابوليس ورئيس جمعية حق التصويت في مدينة واشنطن وأمين برو ري نوتو وأمين جمعية الصليب الأبيض في مينيابوليس.
كانت ماربل محاضرًا عامًا خلال هذه السنوات في الموضوعات الخيرية والتعليمية وعضو هيئة تحرير صحيفة واشنطن اليومية في 1889، وأنشأت أول صالة للألعاب الرياضية للنساء والأطفال في واشنطن العاصمة في 1890؛ وتخرجت من الطب بعد أن كونت أسرة وأصبحت جدة.

## نشأتها وتعليمها
وُلدت إيلا ماري سميث في غورهام بولاية مين في 10 أغسطس 1850، وهي ابنة ستيفنز سميث وصوفيا آن تشادبورن. توفيت والدتها عندما كانت في التاسعة من عمرها. تولت ماربل تدبير منزل والدها من سن 12 حتى بلغت 17 عامًا. عاشت حياة شاقة وصحية خلال أيام طفولتها، تلقت ماربل تعليمها في المدارس العامة في بلدتها الأصلية، وبعد أن أكملته، تابعت تعليمها في مدرسة القرية وأكاديمية غورهام.

## حياتها المهنية
كانت أهليتها للدراسة السبب الذي جعل منها مناسبة للتدريس، فدرّست وتعلمت بالتناوب حتى تزوجت في 1870. لم تفقد اهتمامها بالمسائل التعليمية، وانضمت إلى جمعية تشجيع الدراسة في المنزل، التي أنشأتها نساء متعلمات في كامبريدج في ماساتشوستس، واستكملت دراساتها من خلال مساهمات في الصحف والمجلات الرائدة في مين وماساتشوستس. قبلت في 1873 إدارة تحرير قسم الأحداث في صحيفة مين. وضع تدهور صحتها حدًا لعملها الأدبي لبعض من الوقت، وانتقلت إلى الغرب سعيًا إلى تحسين صحتها، وقضت خمس سنوات في كانساس ومينيسوتا، وكرست نفسها تقريبًا للعمل الخيري والتعليمي. شغلت مناصب رئيس جمعية حق التصويت بولاية مينيسوتا ورئيس جمعية حق التصويت في مينيابوليس وسبعة مكاتب في اتحاد الاعتدال المسيحي للمرأة وأمين حركة الصليب الأبيض. كانت أيضًا أمين ومدير مستشفى للولادة، والذي بذلت الكثير من الجهد من أجل إنشائه. كانت واحدة من مؤسسي قصر القهوة لاتحاد الاعتدال المسيحي للمرأة الضخم في مينيابوليس. تلقت في 1888 عرضًا مغريًا من صحيفة يومية في واشنطن العاصمة وانتقلت إليها لتولي منصب في هيئة التحرير. أسهمت أيضًا في رسائل واشنطن في الصحف الشرقية والغربية. ظهرت أعمال أدبية بارزة لها في كانساس ومينيابوليس وبوسطن وبورتلاند بولاية مين.
أدى تدهور صحتها إلى تخليها عن جميع الأعمال الأدبية والانخراط في شيء أكثر نشاطًا، وحولت انتباهها إلى الثقافة البدنية للنساء. أسست في 1889 أول صالة ألعاب رياضية نسائية تُفتتح في واشنطن العاصمة. أنشأت أيضًا مركزًا تجاريًا للملابس الصحية مرتبطًا بالصالة، ووجدت متعة كبيرة في حقيقة أنها أحاطت نفسها بمئتين وخمسين امرأة وطفلًا، كانوا جميعًا، سواء بصفتهم معلمين أو تلاميذ أو فتيات خياطة، يتطلعون إليها لإرشادهم صحيًّا. أصبحت رئيسة لجمعية حق المرأة في التصويت في مقاطعة كولومبيا في 1890، ومرة أخرى في 1891. استُدعيت مرات متعددة من قبل الضباط الوطنيين لمخاطبة لجان مجلس النواب ومجلس الشيوخ. كانت متحدثة عامة انتقائية. كانت خبرتها الواسعة في العمل الخيري سببًا في استدعاءاتها المتكررة للحديث على منابر كل من الكنائس الأرثوذكسية والليبرالية. باعت مدرستها للثقافة البدنية في 1891، وذلك بعد أن حققت نجاحًا اجتماعيًا وماليًا، وقبلت الوكالة المالية لويمودوسيس، النادي الوطني للمرأة.
دخلت ماربل كلية الطب في واشنطن في 1890، وسجلت في الجامعة الوطنية، حيث تلقت ثلاث دورات من المحاضرات، وتخرجت بمرتبة شرف في 1895 وبدأت ممارسة الطب على الفور. ألقت خطابًا عن «المرأة في الطب» في معرض أتلانتا.

## حياتها الشخصية
تزوجت من إلمر هالسي ماربل (1846-1893) وأصله من باريس (مين) في 1870. أنجبت طفلين من هذا الزواج، هما فريد جارفيس ماربل وأليس تشادبورن ماربل. تزوجت في 1901 من القس أولوف تاندبرغ. توفيت في 1929 في باريس (مين).